# Pero fuscularia
Pero fuscularia là một loài bướm đêm trong họ Geometridae.